# Tervajärvi (Pajala socken, Norrbotten)
Tervajärvi är en sjö i Pajala kommun i Norrbotten och ingår i Torneälvens huvudavrinningsområde. Sjön har en area på 0,0538 kvadratkilometer och ligger 158 meter över havet.

## Delavrinningsområde
Tervajärvi ingår i det delavrinningsområde (748003-181611) som SMHI kallar för Ovan VDRID = Liviöjoki i Torneälvens vattendragsy*. Medelhöjden är 174 meter över havet och ytan är 63,36 kvadratkilometer. Räknas de 916 avrinningsområdena uppströms in blir den ackumulerade arean 16 309,9 kvadratkilometer. Avrinningsområdets utflöde Torneälven (Kamajåkka) mynnar i havet. Avrinningsområdet består mestadels av skog (37 procent) och sankmarker (53 procent). Avrinningsområdet har 4,02 kvadratkilometer vattenytor vilket ger det en sjöprocent på 6,3 procent.